# One Team One Spirit - The Very Best
One Team One Spirit - The Very Best è la seconda raccolta della rock band svizzera Gotthard, pubblicata nell'agosto del 2004 dalla BMG/Ariola. È l'album che segna la conclusione del rapporto lavorativo tra l'etichetta discografica e il gruppo, che decide di non rinnovare il contratto in scadenza.
La raccolta si divide in due CD: il primo include i migliori pezzi heavy metal composti dal gruppo fino ad allora, mentre nel secondo figurano solo ballate. Tutti i brani inseriti nella raccolta sono stati per l'occasione appositamente rimasterizzati. L'album contiene inoltre quattro inediti (due per ogni CD), tra cui il singolo One Team One Spirit, utilizzata quello stesso anno come colonna sonora ufficiale per la Svizzera ai Giochi Olimpici di Atene. Appare anche il brano Fire & Ice, composto l'anno precedente come inno della squadra di hockey su ghiaccio SC Bern.
Gli inediti, ad eccezione di Fire & Ice, vedono il debutto alla chitarra del nuovo membro Freddy Scherer, che aveva nel frattempo sostituito il dimissionario Mandy Meyer.
L'album ha raggiunto il primo posto della classifica svizzera nel 2004. In seguito alla prematura morte del cantante Steve Lee, nel 2010, il disco è rientrato in classifica, alla seconda posizione.
Il 9 novembre 2011 è stato comunicato che l'album è diventato disco di platino per le vendite.

## Tracce
Tutte le canzoni sono state composte da Steve Lee, Leo Leoni e Chris von Rohr, eccetto dove indicato.

### CD 1: Rock
1. Sister Moon – 3:55
2. Mighty Quinn – 3:15 (Bob Dylan)
3. Mountain Mama – 3:53
4. Top of the World – 3:48 (Lee, Leoni, Mandy Meyer, Marc Tanner)
5. Eagle – 5:06
6. Human Zoo – 3:27 (Lee, Leoni, Tanner)
7. What I Like – 4:31 (Lee, Meyer, Tanner)
8. Inside Out – 4:17 (Lee, Leoni) – Inedito
9. Movin' On – 3:20
10. Why Don't We Do It – 1:01 – Parte introduttiva della cover di Come Together presente nell'album Dial Hard
11. Make My Day – 3:42
12. Fire & Ice – 3:11 (Lee, Leoni) – Inedito
13. Fist in Your Face – 3:49
14. No Tomorrow – 5:20 (Lee, Leoni, Tanner)
15. Light in Your Eyes – 3:56
16. Cheat & Hide – 3:56
17. Standing in the Light – 3:54 (Lee, Leoni)
18. Hush – 4:04 (Joe South)
19. Firedance – 6:02

### CD 2: Ballads
1. Homerun – 4:56
2. Have a Little Faith – 3:50 (Lee, Leoni, Tanner)
3. Reason to Live – 4:49 (Lee, Meyer, von Rohr)
4. One Team One Spirit – 4:10 (Lee, Leoni) – Inedito
5. Heaven – 4:32
6. All I Care For – 3:10 (Lee, Leoni)
7. Love Soul Matter (versione radiofonica) – 4:31 (Lee, Leoni, von Rohr, Vic Vergeat)
8. Still I Belong to You – 4:17 (Lee, Leoni, Tanner, Paul Mirkovich)
9. Let It Rain – 4:37
10. You – 4:19 (Lee, Meyer, von Rohr)
11. Say Goodbye – 4:22
12. Let It Be – 6:17
13. What About Love – 4:27 (Lee, Leoni) – Inedito
14. Janie's Not Alone – 4:14 (Lee, Leoni, Tanner)
15. First Time in a Long Time – 4:33 (Lee, Leoni, Tanner, Ray)
16. One Life One Soul (feat. Montserrat Caballé) – 3:58
17. Everything Can Change (Piano Version) – 3:54 (Lee, Meyer, von Rohr)

## Formazione
- Steve Lee – voce
- Leo Leoni – chitarre
- Mandy Meyer – chitarre
- Freddy Scherer – chitarre (CD 1: traccia 8; CD 2: tracce 4, 13)
- Marc Lynn –  basso
- Hena Habegger –  batteria

## Classifiche
| Classifica (2004) | Posizione massima |
| ----------------- | ----------------- |
| Germania          | 77                |
| Svizzera          | 1                 |